# Marie-Charlotte de Romilley de La Chesnelaye
Marie-Charlotte de Romilley de la Chesnelaye , marquise de L'Hôpital, est une mathématicienne française du XVIIe siècle. Ses travaux portent sur la géométrie et l'algèbre.
Elle était mariée au marquis de L'Hôpital, aussi mathématicien. Une autre femme de sa famille, Jacqueline de Montbel s'est aussi distinguée en sciences, à la fin du XVIe siècle.

## Source
- Fortunée Briquet, Dictionnaire historique, littéraire et bibliographique des Françaises et des étrangères naturalisées en France, connues par leurs écrits ou par la protection qu'elles ont accordée aux gens de lettres, depuis l'etablissement de la monarchie jusqu'à nos jours, De l'imprimerie de Gillé, 1804, p. 176-177.